# Marquion
Marquion és un municipi francès situat al departament del Pas de Calais i a la regió dels Alts de França. L'any 2007 tenia 953 habitants.

## Demografia

### Població
El 2007 la població de fet de Marquion era de 953 persones. Hi havia 374 famílies de les quals 92 eren unipersonals (44 homes vivint sols i 48 dones vivint soles), 129 parelles sense fills, 113 parelles amb fills i 40 famílies monoparentals amb fills.
La població ha evolucionat segons el següent gràfic:
Habitants censats

### Habitatges
El 2007 hi havia 430 habitatges, 390 eren l'habitatge principal de la família, 8 eren segones residències i 33 estaven desocupats. 389 eren cases i 39 eren apartaments. Dels 390 habitatges principals, 278 estaven ocupats pels seus propietaris, 90 estaven llogats i ocupats pels llogaters i 22 estaven cedits a títol gratuït; 12 tenien dues cambres, 37 en tenien tres, 72 en tenien quatre i 269 en tenien cinc o més. 327 habitatges disposaven pel capbaix d'una plaça de pàrquing. A 190 habitatges hi havia un automòbil i a 151 n'hi havia dos o més.

### Piràmide de població
La piràmide de població per edats i sexe el 2009 era:
| Homes | Edats   | Dones |
| ----- | ------- | ----- |
| 0     | 95 o +  | 0     |
| 0     | 90 a 94 | 0     |
| 4     | 85 a 89 | 12    |
| 8     | 80 a 84 | 4     |
| 12    | 75 a 79 | 20    |
| 28    | 70 a 74 | 12    |
| 20    | 65 a 69 | 28    |
| 12    | 60 a 64 | 20    |
| 28    | 55 a 59 | 20    |
| 44    | 50 a 54 | 36    |
| 56    | 45 a 49 | 60    |
| 20    | 40 a 44 | 44    |
| 40    | 35 a 39 | 36    |
| 40    | 30 a 34 | 20    |
| 36    | 25 a 29 | 44    |
| 16    | 20 a 24 | 32    |
| 48    | 15 a 19 | 40    |
| 80    | 10 a 14 | 24    |
| 32    | 5 a 9   | 16    |
| 12    | 0 a 4   | 16    |

## Economia
El 2007 la població en edat de treballar era de 615 persones, 425 eren actives i 190 eren inactives. De les 425 persones actives 378 estaven ocupades (203 homes i 175 dones) i 46 estaven aturades (18 homes i 28 dones). De les 190 persones inactives 72 estaven jubilades, 63 estaven estudiant i 55 estaven classificades com a «altres inactius».

### Ingressos
El 2009 a Marquion hi havia 397 unitats fiscals que integraven 1.027 persones, la mediana anual d'ingressos fiscals per persona era de 17.947 €.

### Activitats econòmiques
Dels 79 establiments que hi havia el 2007, 3 eren d'empreses extractives, 1 d'una empresa alimentària, 2 d'empreses de fabricació d'altres productes industrials, 8 d'empreses de construcció, 19 d'empreses de comerç i reparació d'automòbils, 6 d'empreses de transport, 6 d'empreses d'hostatgeria i restauració, 5 d'empreses financeres, 6 d'empreses immobiliàries, 6 d'empreses de serveis, 13 d'entitats de l'administració pública i 4 d'empreses classificades com a «altres activitats de serveis».
Dels 25 establiments de servei als particulars que hi havia el 2009, 1 era una oficina d'administració d'Hisenda pública, 1 gendarmeria, 1 oficina de correu, 2 oficines bancàries, 1 taller de reparació d'automòbils i de material agrícola, 1 taller d'inspecció tècnica de vehicles, 1 autoescola, 2 paletes, 1 guixaire pintor, 2 lampisteries, 1 electricista, 2 perruqueries, 5 restaurants, 3 agències immobiliàries i 1 saló de bellesa.
Dels 7 establiments comercials que hi havia el 2009, 1 era, 1 un hipermercat, 1 un supermercat, 1 una botiga de menys de 120 m², 1 una fleca, 1 una botiga de roba i 1 una joieria.
L'any 2000 a Marquion hi havia 7 explotacions agrícoles.

## Equipaments sanitaris i escolars
L'únic equipament sanitari que hi havia el 2009 era una farmàcia.
El 2009 hi havia una escola elemental. Marquion disposava d'un col·legi d'educació secundària amb 718 alumnes.

## Poblacions més properes
El següent diagrama mostra les poblacions més properes.